# 비간 (영화 감독)
비간(중국어 간체자: 毕赣, 정체자: 畢贛, 1989년 6월 4일 ~ )은 중국의 영화 감독이다.

## 작품 목록
- Tiger (2011)
- 카일리 블루스 (2015)
- 지구 최후의 밤 (2018)
- 광야시대 (2025)